# Skałka z Nyżą
Skałka z Nyżą – wapienna skała w miejscowości Dubie w województwie małopolskim, w powiecie krakowskim, w gminie Krzeszowice. Pod względem geograficznym jest to obszar Wyżyny Olkuskiej będącej częścią Wyżyny Krakowsko-Częstochowskiej.
Skałka z Nyżą znajduje się w środkowej części Doliny Racławki, na jej dnie, pomiędzy wąwozem Stradlina i drugim, niżej położonym i bezimiennym wąwozem. Pomiędzy Skałą z Nyżą a potokiem Racławka prowadzi ścieżka z kilkoma szlakami turystycznymi. Skała z Nyżą wznosi się nad nią pionową ścianą. Zbudowana jest z gruboziarnistych wapieni stromatoporowych powstałych na dnie morza na przełomie karbonu i dewonu. Nazwa skały pochodzi od znajdującej się w niej nyży, która została wymyta przez potok Racławka. Jest to Nyża pod Skałką. Dwa inne schroniska znajdują się w bezpośrednim sąsiedztwie skały: Schronisko nad Nyżą i Schronisko w Dolinie Racławki
Znajduje się w obrębie rezerwatu orzyrody Dolina Racławki. 

## Szlaki turystyczne
niebieska, ogólnoprzyrodnicza ścieżka dydaktyczna. Od parkingu w Dubiu dnem Doliny Racławki, obok Opalonej, Skałki z Nyżą, Źródła Bażana, przez wąwóz Stradlina i Komarówkę do dna doliny. 13 przystanków edukacyjnych.

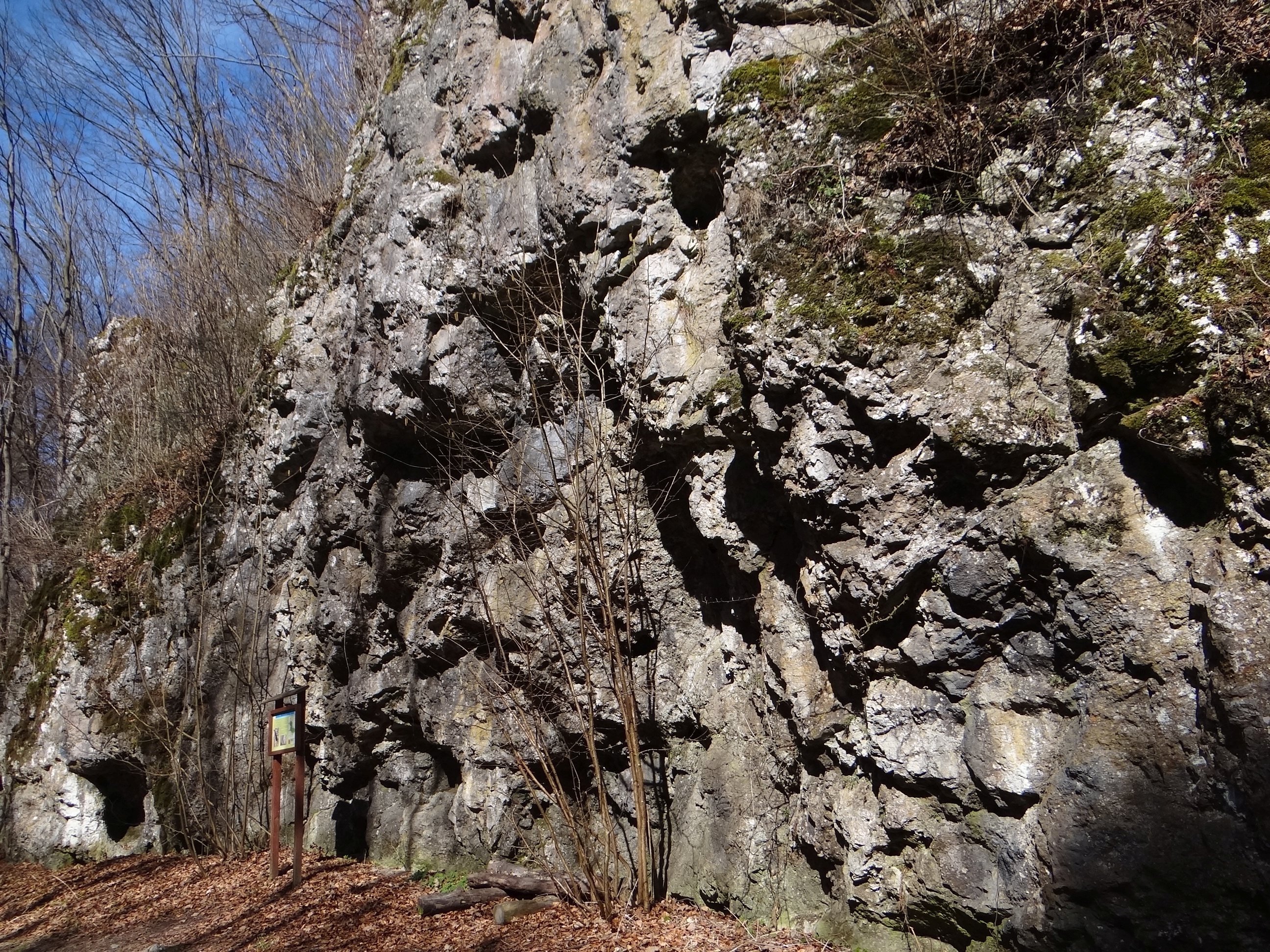
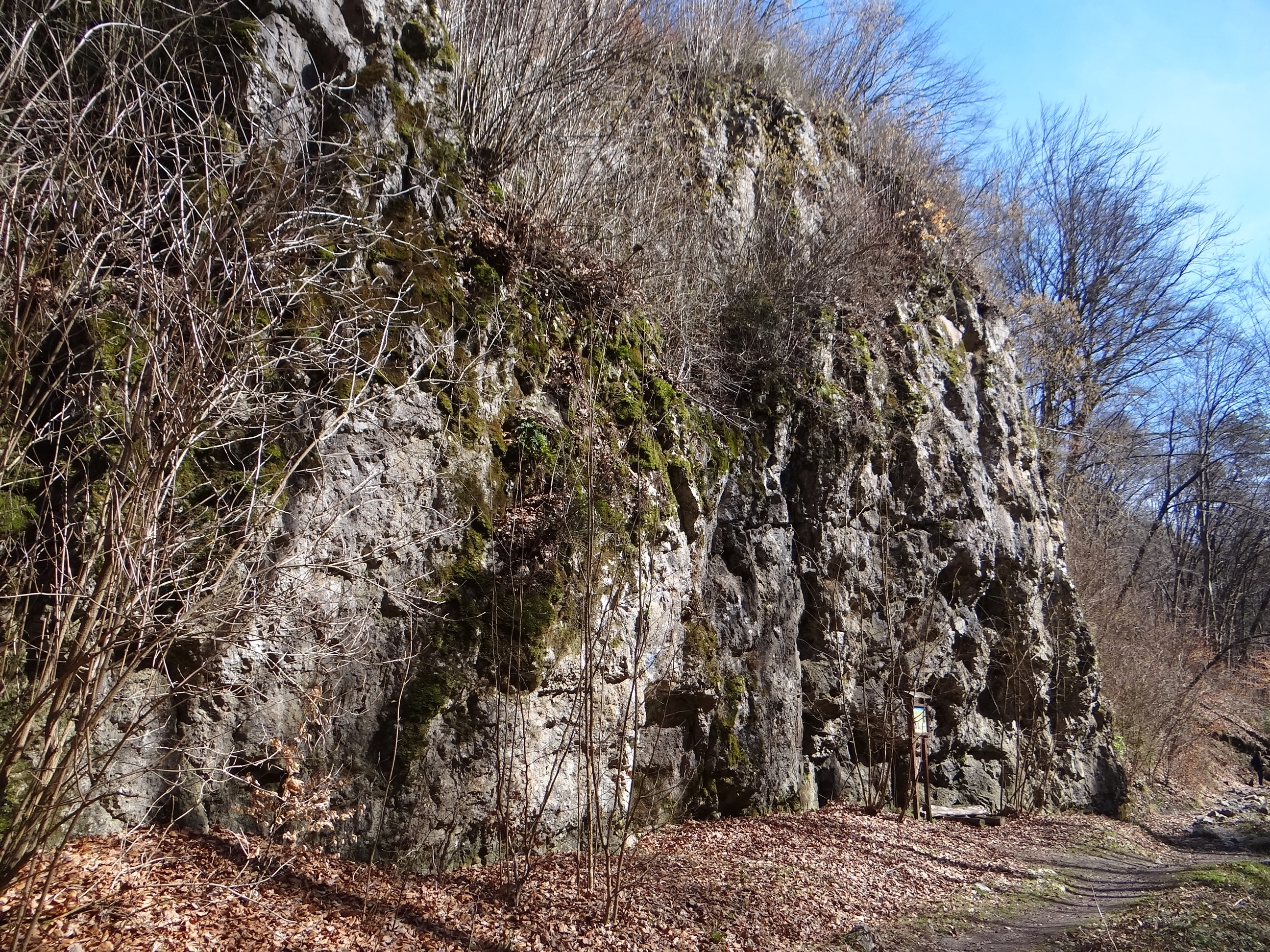
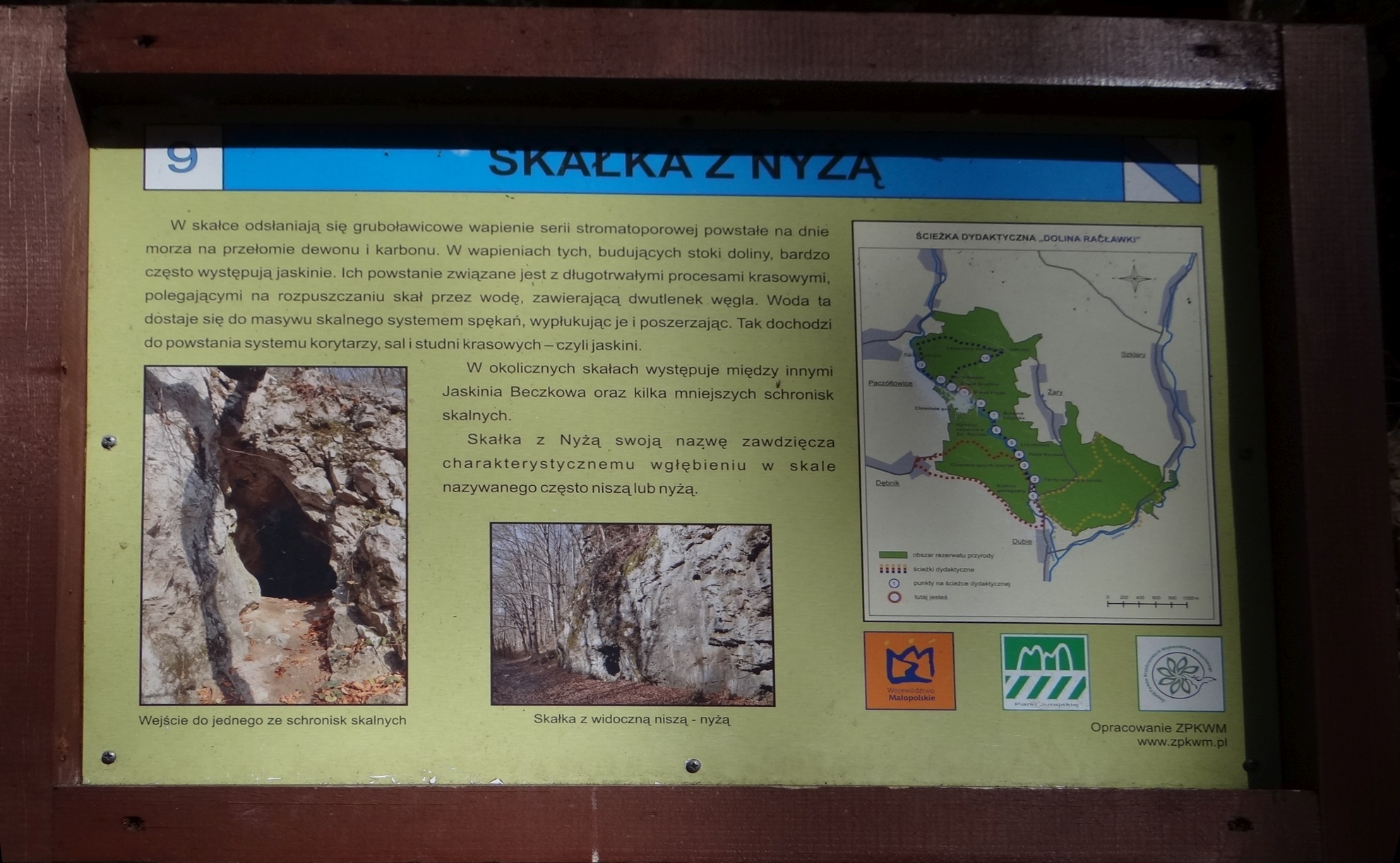
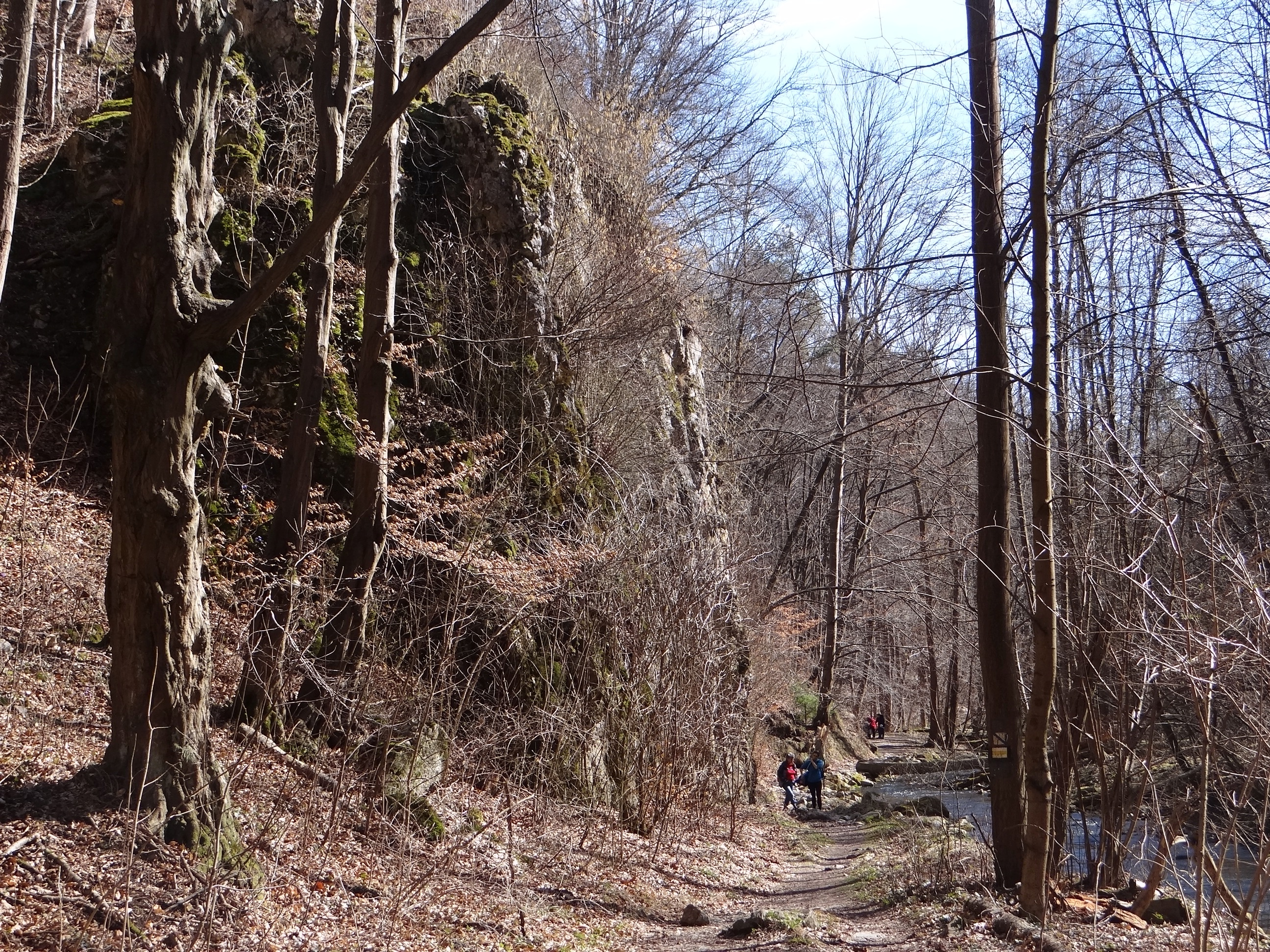